# Georgios Kalogiannidis
Georgios Kalogiannidis, född 21 november 1982, är en grekisk bågskytt. Han deltog vid olympiska sommarspelen 2004.